# Mont Fort
Der Mont Fort befindet sich in der Nähe der Ferienorte Nendaz und Verbier im Schweizer Kanton Wallis, zwischen den Tälern Bagnes und Nendaz, nördlich der Rosablanche. Der Gipfel des Mont Fort hat eine Höhe von 3328 m; er ist der höchste Gipfel nördlich des Col de Louvie. Verwaltungstechnisch liegt der Mont Fort zwischen den Gemeinden Nendaz und Val de Bagnes.
Der Berg ist von mehreren Gletschern umgeben. Der größte von ihnen ist der Tortin-Gletscher auf der Nordwestseite; der zweitgrößte ist der Mont-Fort-Gletscher auf der Nordostseite. Östlich des Mont Fort befindet sich mit 3.135 m ein niedrigerer Gipfel, der „Petit Mont Fort“ genannt wird; der Petit-Mont-Fort-Gletscher liegt zwischen diesen beiden Gipfeln. Auf der Südseite des Berges gibt es keinen Gletscher. Ein kleiner See, der Lac du Petit-Mont-Fort, befindet sich an der Südflanke auf 2.644 m Höhe.
Der Gipfel des Mont Fort ist mit der Seilbahn von den Höhen von Nendaz oder Verbier aus erreichbar. Die Seilbahnen der beiden Täler laufen an einer Zwischenstation auf 2.894 m nördlich des Col des Gentianes zusammen; von dort aus erreicht die Seilbahn Mont-Fort eine Höhe von 3.308 Metern. Im Sommer 2022 wurde die in den Fels gehauene Treppe zum Gipfel durch eine breite Metalltreppe ersetzt mit einer großen Metallplattform rund um den Gipfel mit seinem Kreuz, das in der Mitte der Plattform verblieben ist. Die Eröffnung der Aussichtsplattform erfolgte im Winter 2022/2023.
Der Mont Fort bildet zusammen mit dem Tortin-Gletscher den höchsten Punkt des Skigebiets der „4 Vallées “. Eine Skipiste führt wieder hinunter zum Col des Gentianes, von wo aus die Pisten nach Siviez (Nendaz) oder Verbier führen.

## Einzelnachweise

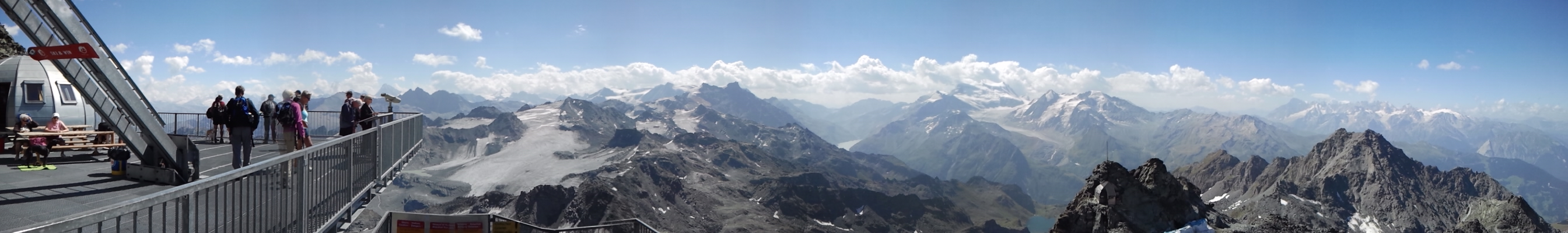
180° Panorama in 3280 Meter Höhe auf dem Mont Fort in Richtung Osten-Süden-Westen (v.l.n.r)

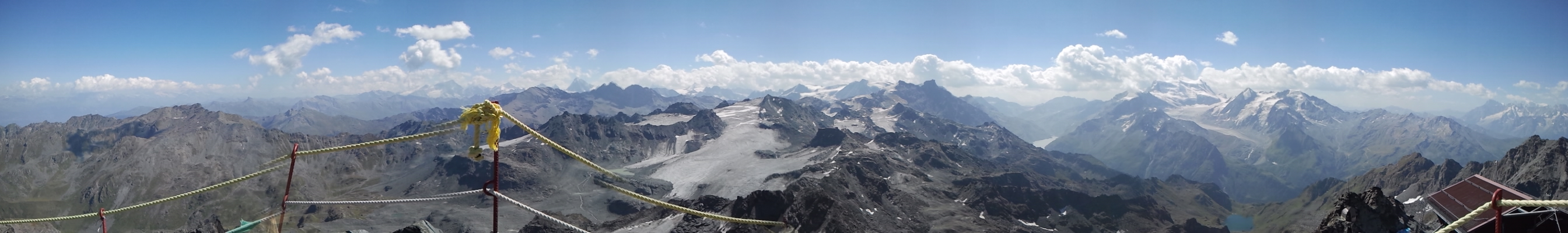
180° Panorama in 3329 Meter Höhe auf dem Mont Fort in Richtung Osten-Norden-Westen (v.l.n.r)

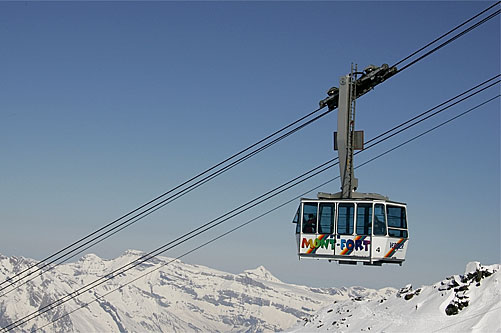
Die Seilbahn zur Bergstation
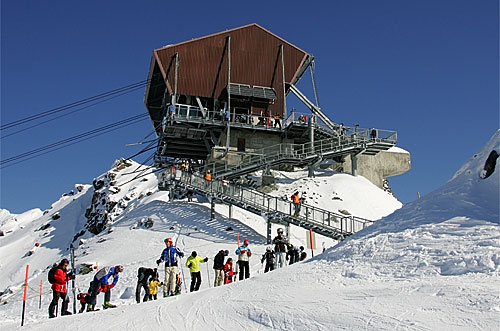
Die Bergstation 3280 m
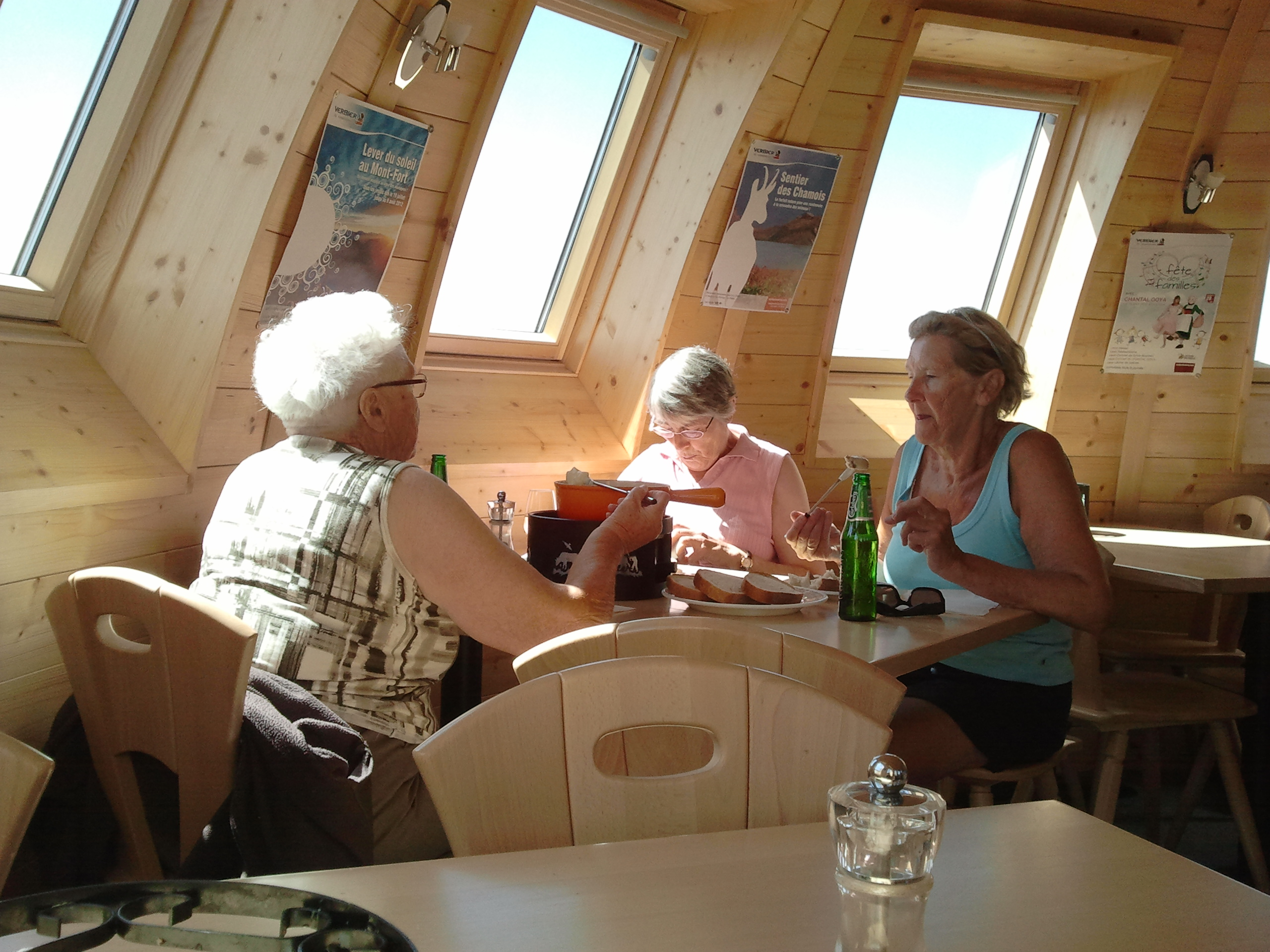
Fondue im Gipfel-Iglu
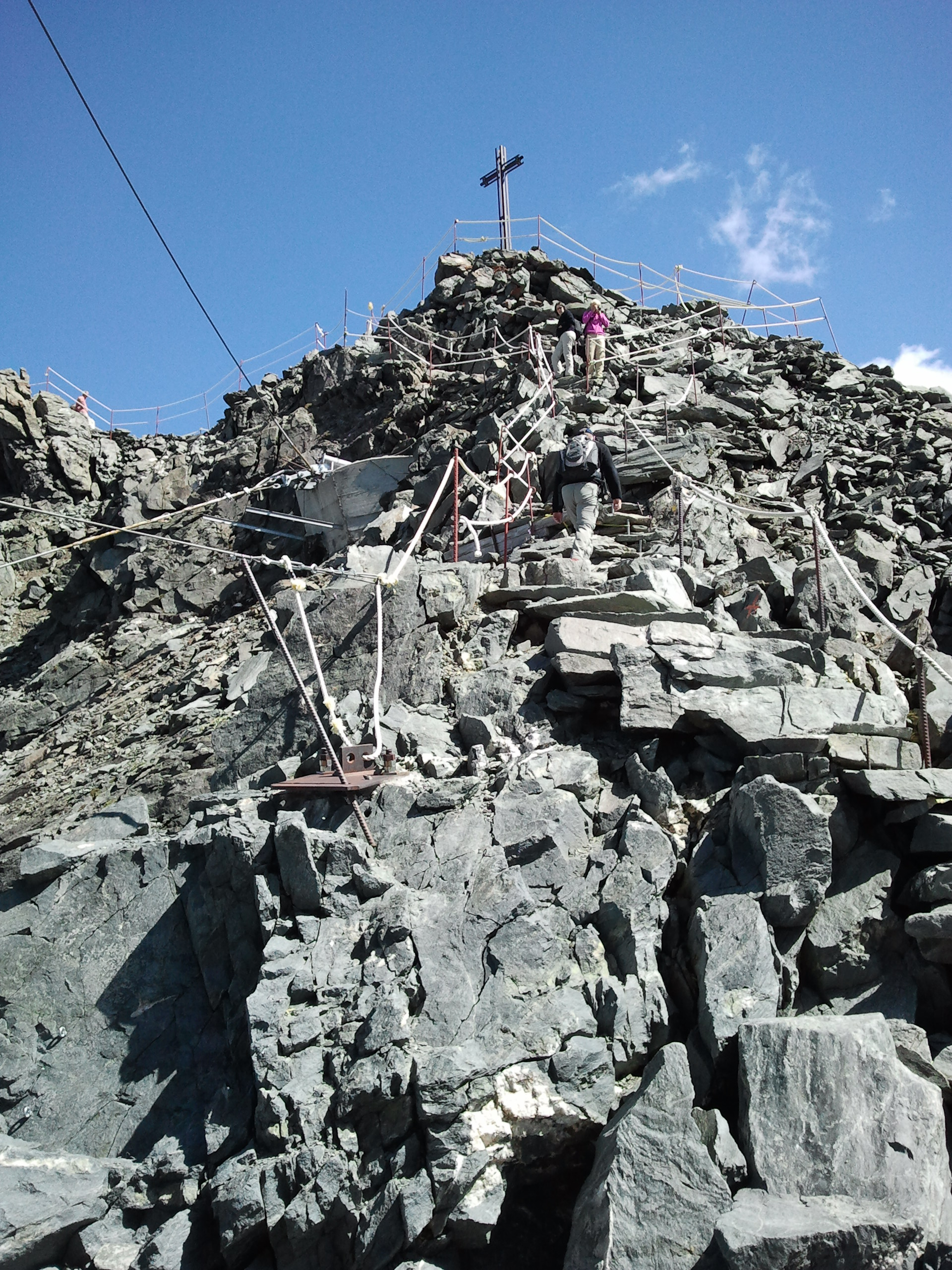
Ehemaliger Steigweg zum Gipfel
Mont Fort Ballonaufnahme von Eduard Spelterini, zwischen 1893 und 1924